# Onthophagus padrinoi
Onthophagus padrinoi är en skalbaggsart som beskrevs av Juan A. Delgado 1999. Onthophagus padrinoi ingår i släktet Onthophagus och familjen bladhorningar. Inga underarter finns listade i Catalogue of Life.